# Васильевка (усадьба)
Замок Попова — родовая усадьба дворян Поповых в Запорожской области Украины. Названа в честь первого владельца Василия Степановича Попова, одного из сподвижников Г. А. Потёмкина. От усадьбы получил название выросший рядом с усадьбой город Васильевка.
Масштабный помещичий дом (в обиходе «замок Попова») построен в 1864-84 гг. по проекту мелитопольского архитектора А. Н. Агеенко в стиле неоготики для генерала Василия Павловича Попова.
С 1993 года на территории сохранившихся от усадьбы флигелей и конного двора организован музей.

## История

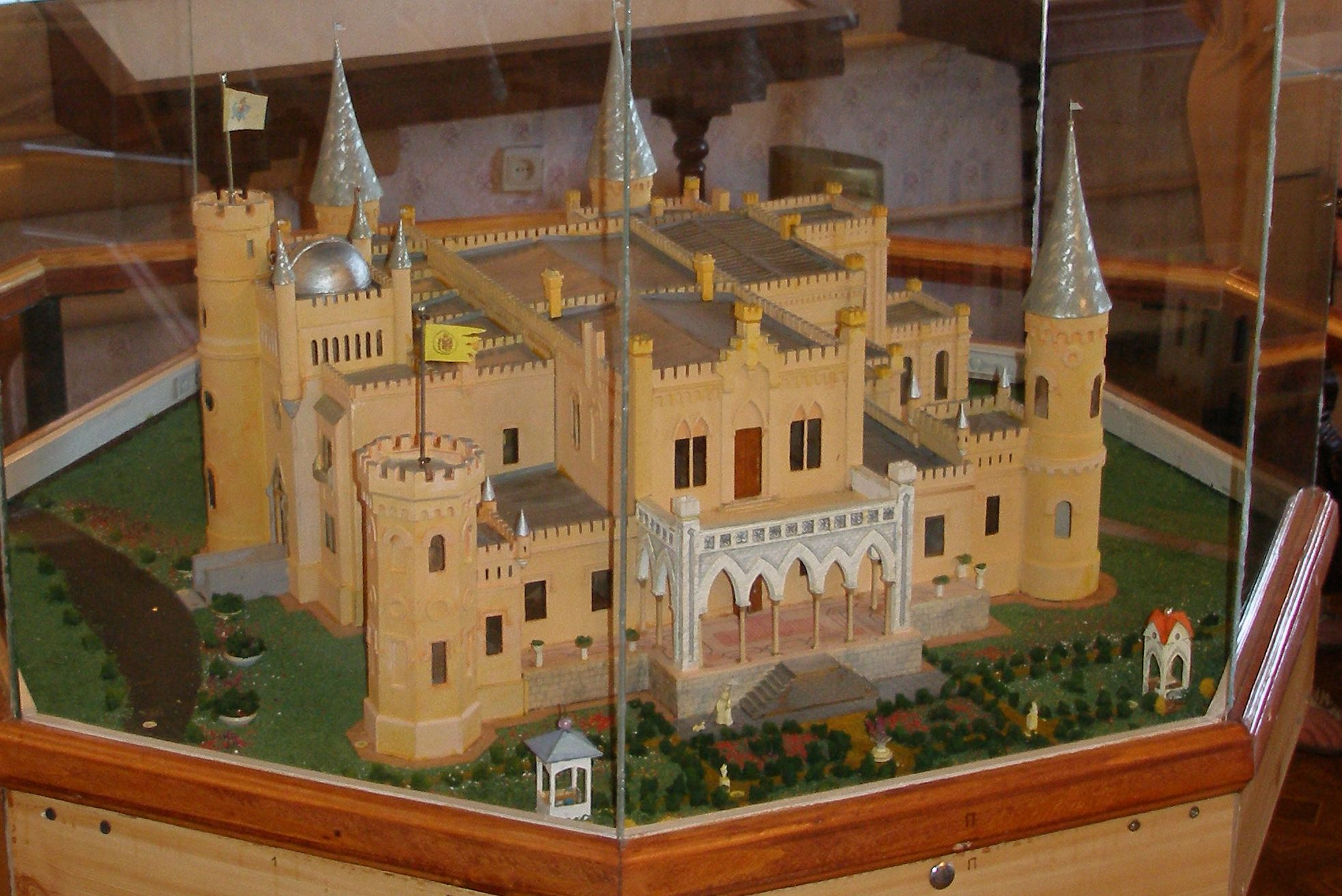
Макет замка

История замка и самой Васильевки тесно связаны с родом Поповых. В конце XVIII столетия на месте казацких зимовников и хуторов Василий Степанович Попов основал поселение. В правление Павла I он получил отставку и поехал в Таврическую губернию обустраивать имения. Земледельческие работы продолжил его сын Павел, действительный член московского Общества сельского хозяйства. Его стараниями в Васильевке были высажены многочисленные сады и виноградники.

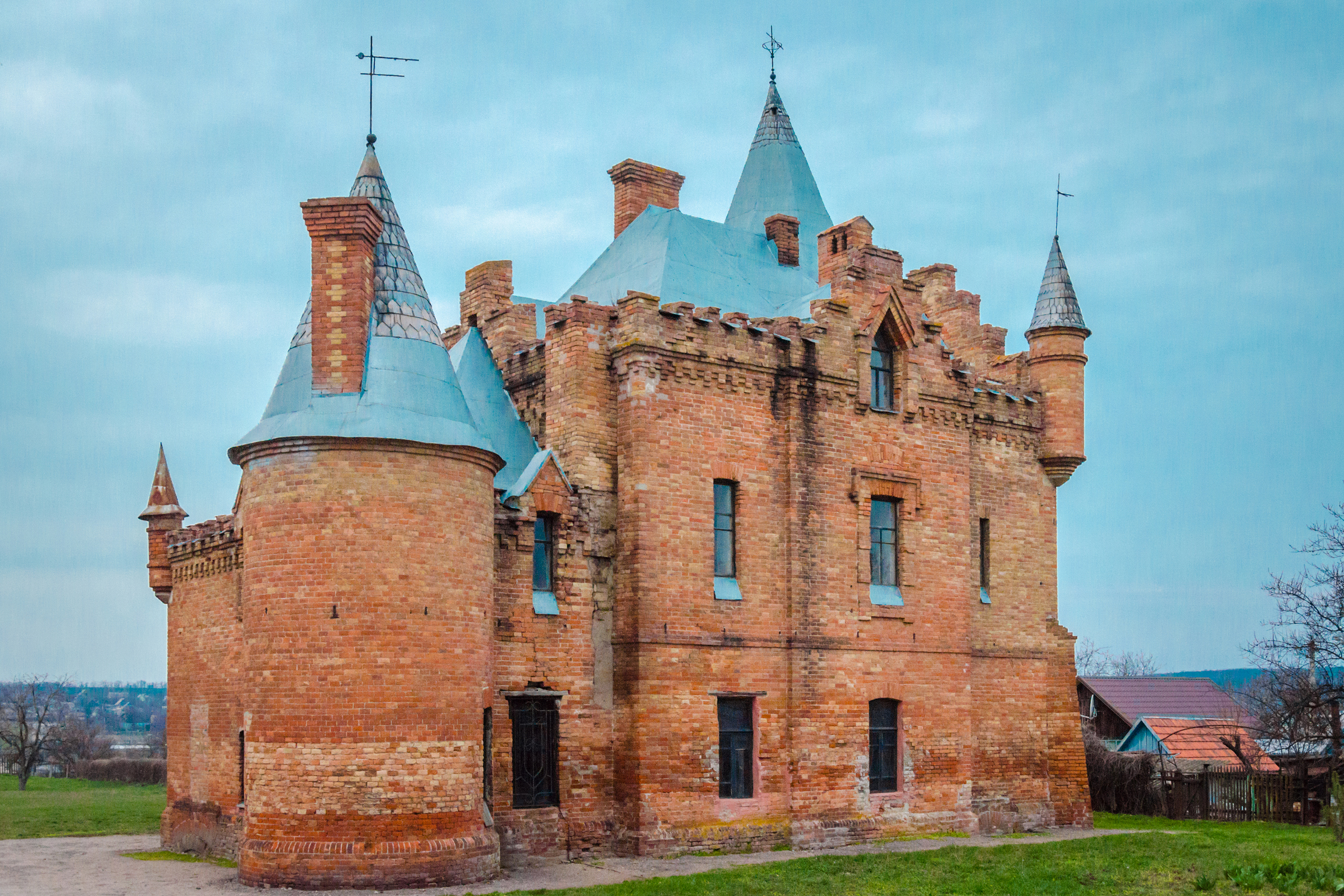
Западный флигель — один из трёх сохранившихся

В 1860-е годы следующий владелец, отставной генерал Василий Павлович Попов, построил в Васильевке кирпичную резиденцию. Постройки сочетают в себе неоготику с элементами романского стиля и барокко. Барский дом был четырёхэтажный, в окружении пяти башен, периметром 42 на 45 метров. Весь комплекс, сооружение которого длилось более 5 лет, был построен из местных материалов. Внизу располагались подвалы, винные погреба, бани. Выше — бальный зал, зеркальные комнаты, картинная галерея.
В начале века в Васильевке были введены в строй электро- и метеостанция, которую включили в общую сеть метеослужбы России. В самом же дворце на 4-м этаже создали обсерваторскую площадку с телескопом, смотреть в который имели возможность как работники усадьбы, так и местные крестьяне. Рядом с телескопом находились статуи работы итальянского скульптора Лангобарди. До революции управляющим дворца был Василий Львович Перовский — брат известной революционерки-террористски Софьи Перовской. Он подключился к пополнению художественных коллекций дворца, но уехал из Васильевки после ссоры с хозяином в 1915 году.
В январе 1918 г. большевики все ценности разграбили. В 1920-х гг., по свидетельствам местных жителей, замок оставался в более-менее приличном состоянии — лепнины, мраморные полы и прочие «навороты» никто не тронул. Нужно было только вставить окна и двери, чтобы сделать его жилым. В конце ноября 1925 года А. С. Макаренко посетил усадьбу Поповых, намереваясь расположить там свою педагогическую колонию.

«На краю знаменитого Великого луга, кажется, на том самом месте, где стояла хата Тараса Бульбы, в углу между Днепром и Кара-Чекраком неожиданно в степи вытянулись длинные холмы. Между ними Кара-Чекрак прямой стрелкой стремится к Днепру, даже и на речку не похож — канал, а на высоком берегу его — чудо. Высокие зубчатые стены, за стенами дворцы, остроконечные и круглые кровли, перепутанные в сказочном своеволии» — Антон Семенович Макаренко об усадьбе Поповых в "Педагогической поэме"
После голодомора местное начальство в 1934 году решило соорудить дом культуры. Для использования при стройке все деревянные конструкции дворца Поповых были изъяты — замок лишился не только перекрытий, но и крыши. По официальной версии советского времени, дворец разрушили фашисты: разобрали часть здания для строительства оборонительных укреплений. В 1944—1945 гг. оставшаяся часть дворца была пущена на строительство дорог и коровников. Парк при дворе был вырублен местными жителями ещё до начала войны.

## Архитектурный ансамбль

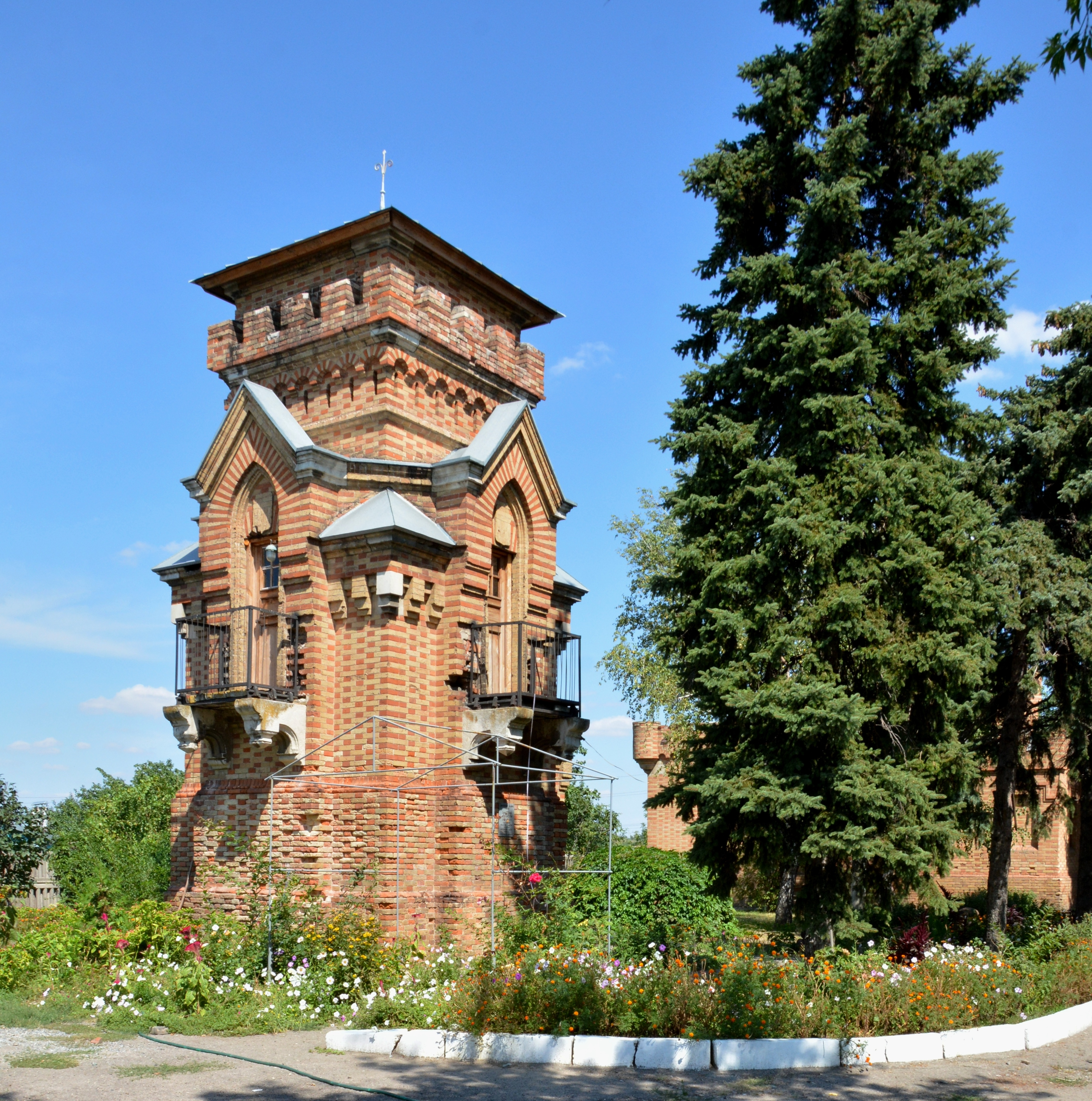
Кирпичная обзорная башня

- Не сохранившийся дворец и три флигеля.
- Кирпичная обзорная башня (единственная сохранившаяся из пяти). Выложена мастерски: промежуток между кирпичами снаружи — 4 мм, а в стрельчатых арках всего 1 мм. В советское время использовалась как свинарник или коровник. В результате её нижняя часть начала рассыпаться и требует срочного ремонта.
- Конный двор стилизован под зодчество Северной Италии XV века (замок Сфорца и т. п.). В 1932 г. в этом здании была открыта первая в районе средняя школа.

Территория усадьбы, расположившейся на высоком холме, непосредственно у полотна железной дороги, прежде обрамлялась забором, напоминавшим крепостной вал. Проект ограды и служебных построек составил архитектор Л. Н. Бенуа.

## Музей
Музей-заповедник создан в 1993 г.. Работы по созданию музея начались в 1989 г. Экспозиция занимает помещения служебного, западного флигеля. Открыты для посещений:
- этнографический зал
- зал, посвящённый событиям Второй мировой войны
- выставка местных художников
- зал, в котором представлены экспонаты, касающиеся замка Попова: фотографии, документы, макет-реконструкция усадьбы, элементы внутреннего декора замка, некоторые сохранившиеся предметы из его комнат.